# Cantone di Pays de Serres Sud-Quercy
Il Cantone di Pays de Serres Sud-Quercy è una divisione amministrativa degli arrondissement di Castelsarrasin e di Montauban.
È stato istituito a seguito della riforma dei cantoni del 2014, che è entrata in vigore con le elezioni dipartimentali del 2015.

## Composizione
Comprende i comuni di:
- Belvèze
- Bouloc
- Cazes-Mondenard
- Durfort-Lacapelette
- Fauroux
- Labarthe
- Lacour
- Lafrançaise
- Lauzerte
- Miramont-de-Quercy
- Montagudet
- Montaigu-de-Quercy
- Montbarla
- Puycornet
- Roquecor
- Saint-Amans-de-Pellagal
- Saint-Amans-du-Pech
- Saint-Beauzeil
- Sainte-Juliette
- Sauveterre
- Touffailles
- Tréjouls
- Valeilles
- Vazerac